# Al-Awajisa
Al-Awajisa – miejscowość w Egipcie, w muhafazie Al-Minja, w dystrykcie Samalut. W 2006 roku liczyła 4645 mieszkańców.